# Lluís Albalate i Guillamon
Lluís Albalate i Guillamon (Vilanova i la Geltrú, 15 d'octubre de 1916 – València, 28 d'agost de 2008) és un escriptor català. Estudiant d'estudis superiors de Filosofia i Lletres i Teologia, es dedica a l'ensenyament secundari i és fundador i responsable d'empreses industrials vinícoles. Ha col·laborat en les publicacions Semana Vitivinícola, Diari de Vilanova i L'hora del Garraf. La seva obra ha estat traduïda al castellà i italià.
Tot i que per la seva obra poètica és abundant, també ha publicat obres de temàtica religiosa com ara Vía Crucis (1982) o Reflexiones cristianas (1987).

## Obres
- Tardor (1976)[4]
- Poesia (1983)[4]
- Instantànies (1983)[4]
- Obra poètica (1983)[4]
- Espurnes (1983)[4]
- Un dia vulgar (1983)[4]
- Nieve en Vilanova (1983)[2]
- Memòria viva (1984)[4]
- Obra poètica (tres volums, 1985)[4]
- Cap de Creu (1988)[4]
- Les Hores (1990)[4]
- Irisacions (poemari, 1991)[3](1990)[4]
- Arran de mar (poemari, 1992)[3][4]
- Joc críptic (1992)[4]
- Els salms sempre (1992)[4]
- Cap de Creu (prosa, ampliat, 1993)[3][4]
- La nit, plenitud de llum (poemari, 1993)[3][4]
- Captaire d'amor (1994)[4]
- El Tren (1994)[4]
- Antologia il·lustrada (1995)[4]
- Presència viva (1996)[4]
- Versos humans[3]
- De senectute. Reflexiones (1998)[2]